# Sereniano
Sereniano (latino: Serenianus; ... – Lidia, 366) è stato un funzionario dell'Impero romano, coinvolto nella morte di Costanzo Gallo e nell'usurpazione di Procopio.

## Biografia
Sereniano era alla corte dell'Imperatore romano Costanzo II; nel 354 fu inviato a comunicare al cesare Costanzo Gallo, detenuto a Pola, la condanna a morte, poi eseguita da Sereniano stesso, da Pentadio e da Apodemio.
Nel 366 Sereniano fu ucciso da Marcello, protector dell'usurpatore Procopio, il quale nel 365 si era ribellato contro l'imperatore Valente. Secondo Ammiano Marcellino, Sereniano, rimasto fedele a Valente, era di stanza a Cizico; interessato al tesoro da lui custodito e destinato alle paghe dei soldati, Procopio attaccò e sconfisse Sereniano, catturandolo e inviandolo a Nicea sotto la custodia di Marcello; quando l'usurpatore venne sconfitto e ucciso dall'imperatore Valente, Marcello uccise Sereniano. Secondo la versione di Zosimo, invece, Sereniano era in Bitinia alla testa di alcune unità di cavalleria; Marcellino fu inviato da Procopio da Costantinopoli in Bitinia a neutralizzare il contingente di cavalleria di Sereniano, il quale occupò Cizico; assediando e catturando la città, Marcellino obbligò Sereniano alla fuga, ma, inseguitolo in Lidia, lo uccise.